# 李寿枬
李寿枬（1922年—），男，浙江诸暨人，中国核物理学家、核科学组织管理专家，曾任中国物理学会常务理事、副秘书长、副理事长。